# ハンター・S・トンプソン

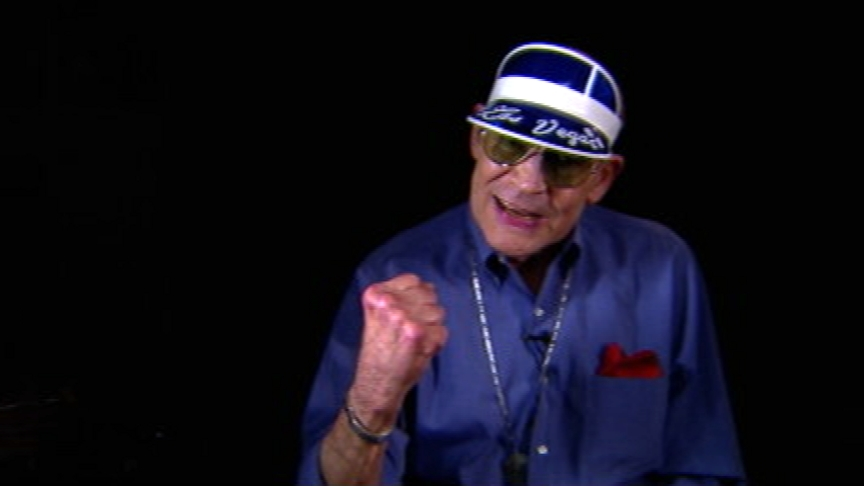
ハンター・S・トンプソン

ハンター・S・トンプソン（Hunter Stockton Thompson、1937年7月18日 - 2005年2月20日）は、アメリカ合衆国のジャーナリスト、作家として活動した。

## 概要
ケンタッキー州ルイビルに生まれ、高校中退後、空軍に入隊。除隊後いくつかの職業に就き、ヘルズ・エンジェルスを取材。ジョージ・マクガヴァン大統領候補やジミー・カーターを支持する。主に『ローリング・ストーン』、『ネーション』、『タイム』、『ニューヨーク・ヘラルド・トリビューン』などを活躍の場とした。2005年に拳銃自殺。若い時からアルコールと麻薬を乱用しており、これによる鬱病と健康問題が原因とされる。

『虚栄の篝火』のトム・ウルフと並んで、アメリカのニュー・ジャーナリズムの旗手と呼ばれた。彼のスタイルはゴンゾー・ジャーナリズムと呼ばれた。

トンプソンが、ドラッグの個人使用の自由を訴えてコロラド州の高級リゾート地アスペンの保安官に立候補した際、選挙ポスターに使ったシンボルマーク。2本の親指と4本の指でペヨーテを握っている。

## 著作
- 『ラスベガスをやっつけろ』"Fear and Loathing in Las Vegas"（1989  室矢憲治・翻訳）
- 『ラスベガス☆71』"Fear and Loathing in Las Vegas"（1999  山形浩生・翻訳）
- 『アメリカンドリームの終焉』"Gonzo Papers, Vol. 3: Songs of the Doomed: More Notes on the Death of the American Dream"（1993  副島隆彦・翻訳）
- 『天国はもう満員 (アメリカ・コラムニスト全集―ハンター・トンプソン集)』（2010  高島平吾・翻訳）
- 『ヘルズ・エンジェルズ―地獄の天使たち 異様で恐ろしいサガ』"Hell's Angels: The Strange and Terrible Saga of the Outlaw Motorcycle Gangs"（2010  飯田隆昭・翻訳）
- 『ヘルズエンジェルズ』"Hell's Angels: The Strange and Terrible Saga of the Outlaw Motorcycle Gangs"（2011  石丸元章・翻訳）
- 『ラム・ダイアリー』"The Rum Diary"（2012  中江昌彦・翻訳）

## 関連映画
- 『ラスベガスをやっつけろ』（テリー・ギリアム監督）ジョニー・デップがトンプソン役
- 『バッファローの棲むところ』（アート・リンソン監督）ビル・マーレイがトンプソン役
- 『GONZO〜ならず者ジャーナリスト、ハンター・S・トンプソンのすべて〜』
- 『ラム・ダイアリー』